# سوفیا برولتسوا
سوفیا برولتسوا (قزاقی: Софья Берульцева؛ زادهٔ ۶ نوامبر ۲۰۰۰) کاراته‌کا اهل قزاقستان است.